# Duomo di Maglie
Il duomo di Maglie è una chiesa situata nel comune di Maglie. Il campanile della chiesa, che si eleva per 48 metri, è il più elevato del suo genere nella provincia di Lecce dopo quello del Duomo di Lecce.

## Architettura
Sorge sullo stesso luogo di due precedenti chiese matrici, risalenti al XIV secolo e al XVI secolo. Sebbene i documenti disponibili non permettano di indicare il progettista e gli anni di costruzione, attraverso le comparazioni stilistiche è possibile fissare la data di costruzione nella seconda metà del XVIII secolo.

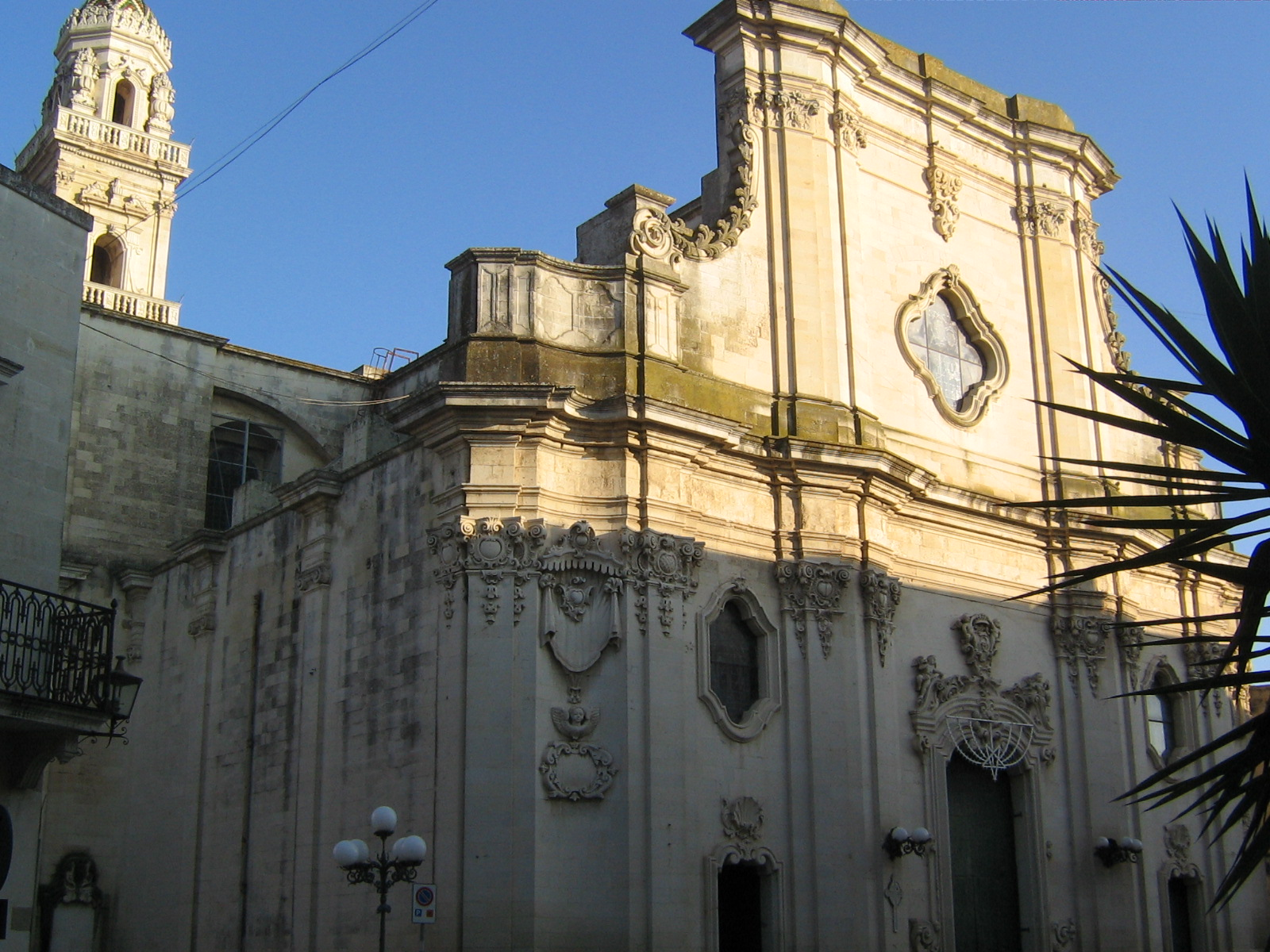
Prospetto della facciata

La facciata si presenta di grandi dimensioni con andamento mistilineo. Le estremità laterali prima di flettersi all'indietro, accennano ad un motivo di mezzaluna, dove è concentrata una sezione decorativa estremamente elaborata.
L'interno a croce latina, presenta tre navate con copertura alla leccese, impostate su solidi pilastri. Di rilevante importanza artistica sono i due altari delle testate del transetto, e quello Maggiore, scolpiti in pietra leccese da Emanuele Ofanto, e dipinti a mano. L'altare maggiore è sormontato dalla statua della Madonna della Misericordia e da quelle di San Pietro e San Paolo apostoli; nel presbiterio sono situati il coro ligneo a 80 stalli e un organo a canne, opere settecentesche
Nel braccio destro del transetto si trova la Cappella del Sacramento, rivestita di marmi policromi, opera del maestro napoletano Domenico d'Aloia. Sulle pareti laterali sono conservati due ovali dipinti da Oronzo Tiso: la Madonna col Bambino e San Gaetano di Thiene nel primo, e nel secondo San Francesco di Paola. Altre opere di rilievo sono:
- Ultima Cena, di Francesco Palumbo
- Ovale dell'altare di San Nicola, raffigurante la Vergine col Bambino e Sant'Agostino, opera di Pietro Bardellino
- Tela della Gloria di San Nicola, opera del 1858 di Raffaele Salines
- Tele del Martirio di Sant'Oronzo e la Visitazione della Vergine e Sant'Elisabetta
- San Nicola e il cipresso di Diana del 1777.

## Galleria d'immagini del Duomo

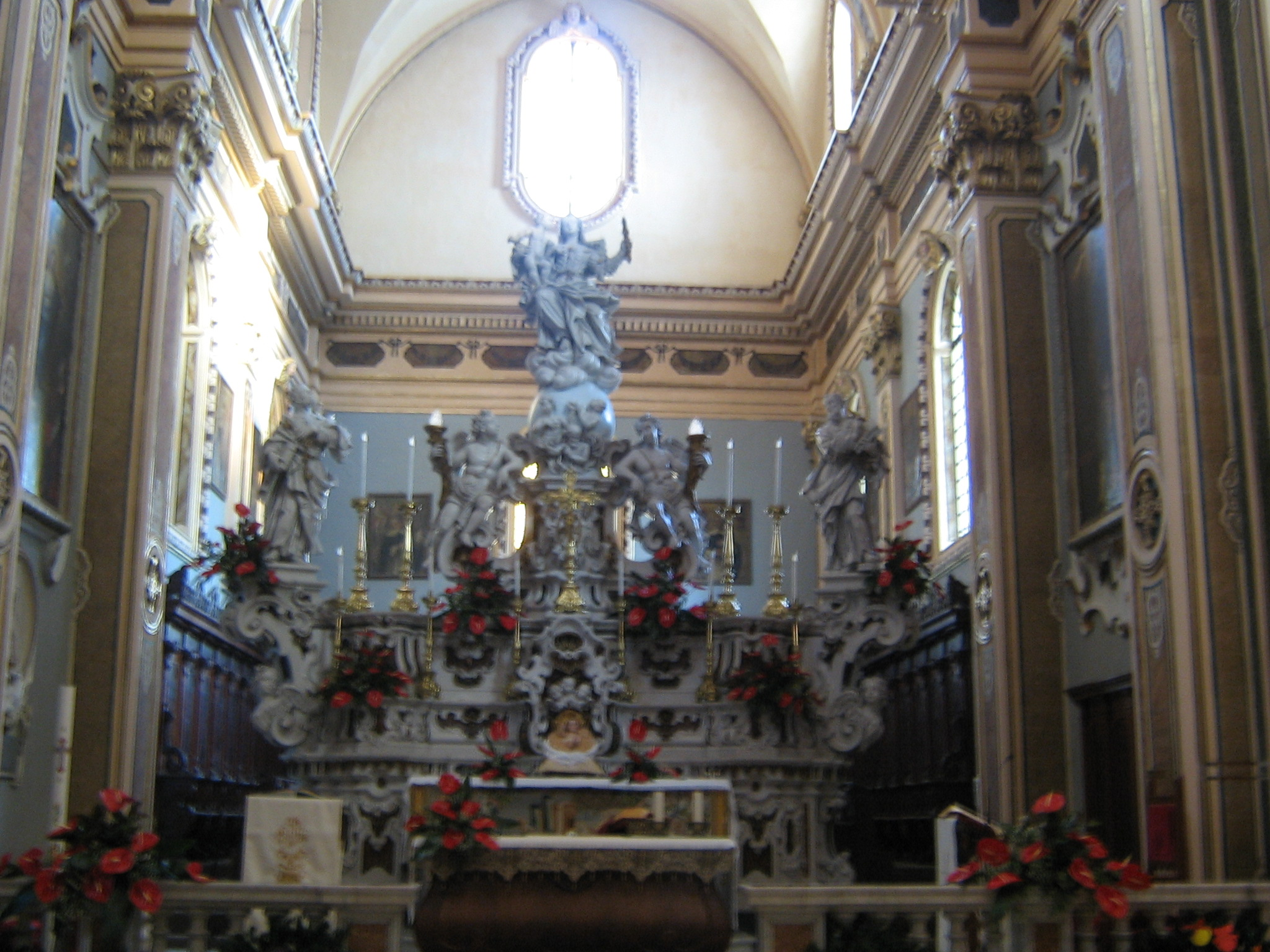
Altare maggiore
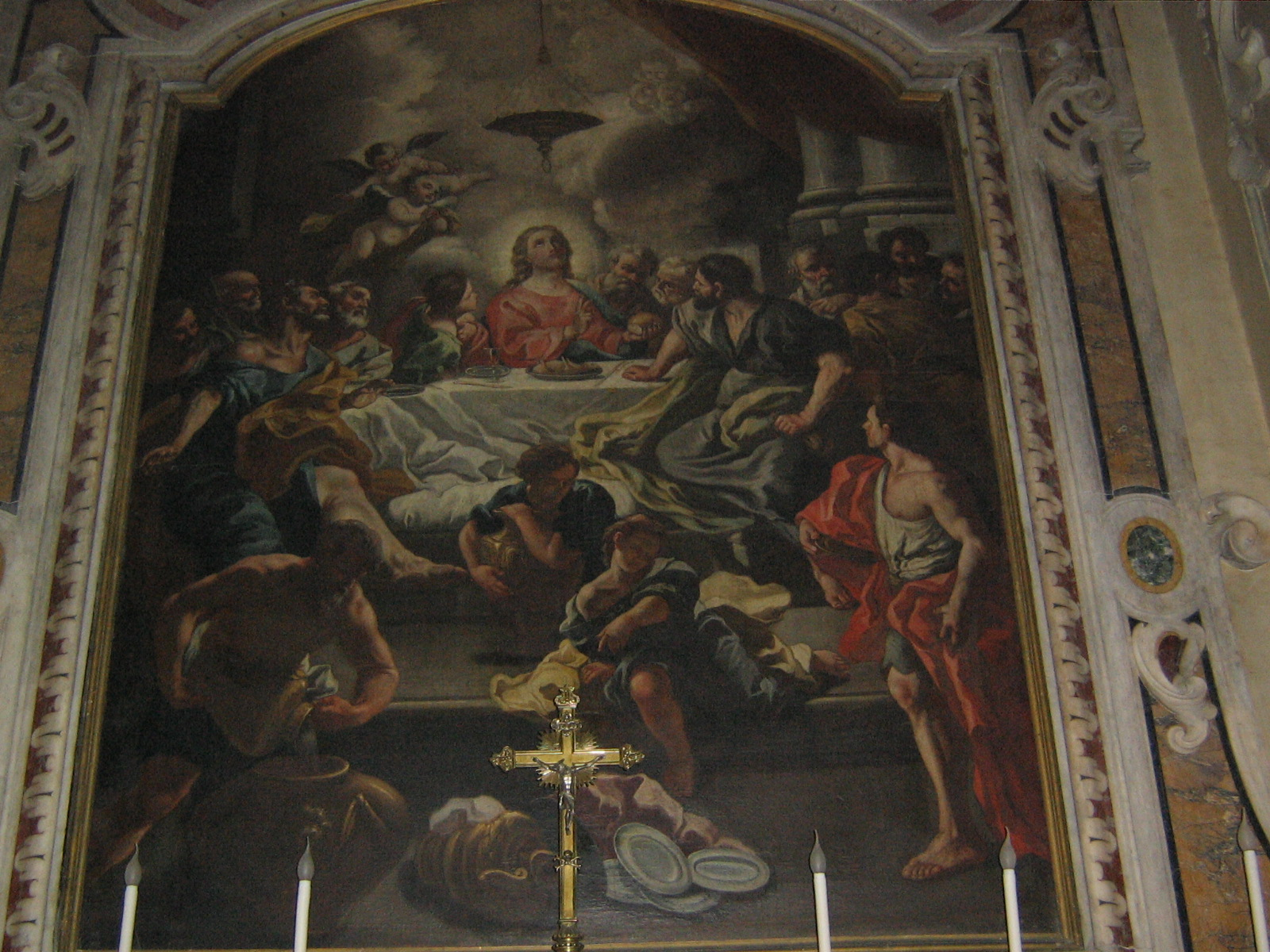
Tela Ultima Cena
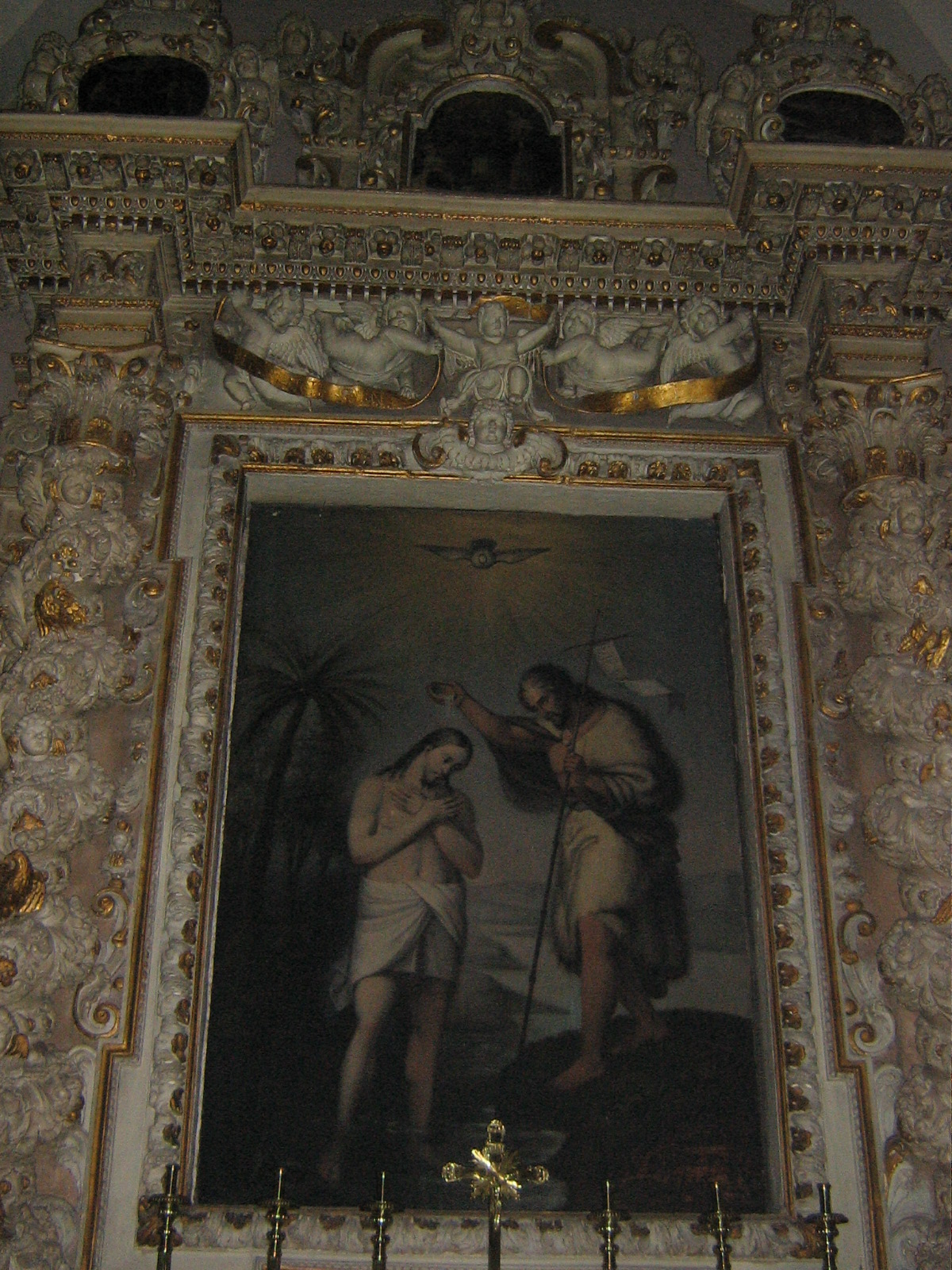
Tela del Battesimo di Gesù
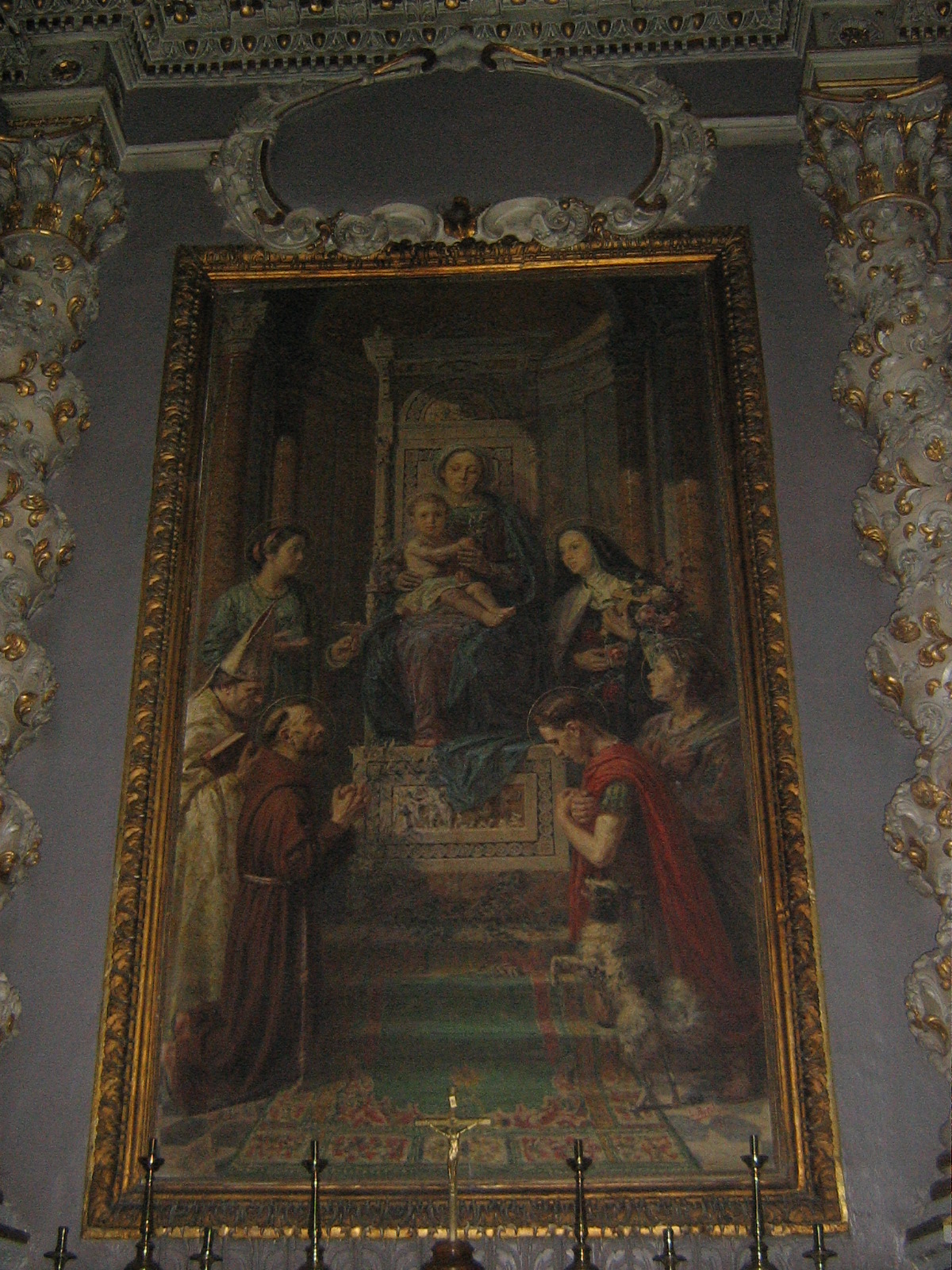
Madonna con Bambino e santi in adorazione

### Campanile
Fu realizzato tra il 1686 e il 1690, in pietra leccese, a cinque piani, di cui i primi quattro a sezione quadrata, composti architettonicamente da ordine di colonne dorico, ionico e corinzio, tuscanico, e l'ultimo settore è più piccolo, e a pianta ottagonale, con cupoletta maiolicata e una croce in sommità. Ogni livello è sottolineato da una balaustra a giorno, nelle quali le colonnette si alternano a pilastri con la faccia scolpita da elementi vegetali. Sono attribuiti allo Zimbalo i quattro ordini superiori, dopo un primo intervento al basamento ad opera di Giovanni Larducci.